# Muho Asllani

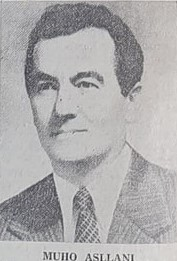
Muho Asllani (1986)

Muho Asllani (* 17. Oktober 1937 in Bërdica, Shkodra) ist ein ehemaliger albanischer Politiker der Partei der Arbeit Albaniens (PPSh).

## Biografie
Nach dem Schulbesuch absolvierte er zunächst das Landwirtschaftliche Technikum in Shkodra und studierte anschließend zwischen 1961 und 1964 am Landwirtschaftsinstitut, der heutigen Landwirtschaftlichen Universität von Tirana (Universiteti Bujqësor i Tiranës). Auf dem 6. Parteitag der PPSh wurde Asllani, der 1968 auch korrespondierendes Mitglied der Parteihochschule wurde, zum Mitglied des Zentralkomitees (ZK) der PPSh gewählt, obwohl er zuvor nicht Kandidat dieses Gremiums war. Zugleich war während der folgenden Jahre Sekretär der Partei in Shkodra und damit Vertreter des dortigen 1. Sekretärs Prokop Murra.
Am 3. Januar 1974 erfolgte zunächst seine Ernennung zum 1. Sekretär der PPSh im Kreis Mat, ehe er einige Zeit später 1. Sekretär der Partei im Kreis Kukës wurde. Nach einer Tätigkeit als Vizeminister für Landwirtschaft zwischen Mai 1976 und März 1979 war Asllani anschließend zuerst 1. Sekretär der PPSh in Burrel. Kurz darauf erfolgte seine Ernennung zum 1. Sekretär der Partei von Shkodra.
Auf dem 8. Parteitag der PPSh wurde er im November 1981 zum Mitglied des Politbüros der PPSh gewählt. Diesem obersten Führungsgremium der kommunistischen Partei gehörte er bis zu seinem Ausscheiden im Dezember 1990 an. Zugleich war Asllani während dieser Zeit 1. Sekretär der PPSh von Durrës, der wichtigsten Hafenstadt Albaniens. Asllani war damit Mitglied der Führungsgeneration um Ramiz Alia nach dem Tode von Enver Hoxha 1985.
Zwischen 1982 und 1991 war er während der zehnten und elften Legislaturperiode außerdem Abgeordneter der Volksversammlung (Kuvendi Popullor).
1993 wurde gegen Asllani und neun weitere ehemalige hochrangige Funktionäre (Besnik Bekteshi, Foto Çami, Vangjel Çërrava, Hajredin Çeliku, Lenka Çuko, Llambi Gegprifti, Qirjako Mihali, Pali Miska und Prokop Murra) Anklage wegen Bereicherung an öffentlichen Geldern erhoben. Wegen dieser Straftaten kam es schließlich durch ein Gericht in Tirana zu folgenden Verurteilungen zu Freiheitsstrafen: Mihali und Gegprifti jeweils acht Jahre, Miska und Çuko jeweils sieben Jahre, Çami, Çeliku und Bekteshi jeweils sechs Jahre sowie Çërrava, Murra und Asllani jeweils fünf Jahre.
In einem anderen Verfahren gegen ihn plädierte sein Verteidiger im Juni 1996 auf unschuldig in Bezug auf Verbrechen gegen die Menschlichkeit nach Art. 74, 67 und 25 des albanischen Strafgesetzbuchs. Weitere Mitangeklagte waren die ehemaligen Politbüromitglieder Prokop Murra und Foto Çami, Gaqo Nesho, früherer 1. Sekretär der PPSh von Vlora und Tirana, Zef Loka, früherer Direktor im Innenministerium und Dilaver Bengasi, ehemaliger Vize-Innenminister. Im August 1996 erfolgte die Verurteilung durch dieses Gericht. Murra erhielt 20 Jahre Freiheitsstrafe, Asllani und Loka 18 Jahre, Nesho 16 Jahre und Bengasi zu 12 Jahren.